# Don Juan (programa de televisión)
Don Juan fue un programa especial de ficción de televisión de España, de 30 minutos de duración, dirigido por Antonio Mercero y emitido por La 1 de TVE el 1 de junio de 1974.

## Argumento
Un director de televisión sin demasiada experiencia se presenta en plató con todo su equipo para enfrentarse al casting del que saldrá el reparto de su versión de Don Juan Tenorio de José Zorrilla. Sin embargo a lo largo del proceso se sucederán todo tipo de percances, incluido un aspirante a Don Juan más interesado en un joven doncel que en su Doña Inés.

## Reparto
- Pedro Osinaga ... Don Juan
- Ágata Lys ... Doña Inés
- Pepe Martín ... Don Juan
- Carmen Maura ... Doña Inés
- Antonio Medina ... Don Juan
- María Garralón ... Doña Inés
- José Vidal ... Don Juan
- Paco Cecilio ... Director
- Luis Ciges
- Ketty de la Cámara
- Andrés Mejuto
- Emilio Mellado
- Mari Luz Olier
- Willy Rubio

## Equipo Técnico
- Dirección: Antonio Mercero.
- Guión: Juan Farias y Lola Salvador.
- Música: Adolfo Waitzman.
- Fotografía:	Cecilio Paniagua
- Montaje: Javier Morán
- Decorados: Ricardo Vallespín
- Vesturario:	Félix Sánchez Plaza
- Coreografía: Sandra Lebroq

## Premios y nominaciones
- Festival de Montreux: Rosa de Oro.[3]
- Nominado al Premio Emmy.[4]